# Karl C. Schuyler

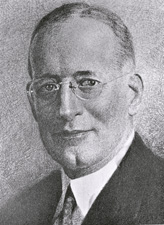
Karl Cortlandt Schuyler

Karl Cortlandt Schuyler (* 3. April 1877 in Colorado Springs, Colorado; † 31. Juli 1933 in New York City, New York) war ein US-amerikanischer Politiker.

## Leben

### Frühes Leben
Karl C. Schuyler war ein Nachkomme von Philip Schuyler, der als Delegierter im Kontinentalkongress saß. Karl selbst, der in Colorado Springs aufwuchs, arbeitete als junger Mann bei der Eisenbahn, um sich sein Studium zu finanzieren. Er schrieb sich an der University of Denver ein, an der er im Jahr 1898 seinen Abschluss in Rechtswissenschaften erlangte. Im selben Jahr wurde er in die Anwaltskammer von Colorado aufgenommen.
Schuyler führte in den kommenden Jahren ein unspektakuläres Leben eines Rechtsanwalts, der zuerst in Colorado Springs und ab 1905 in Denver praktizierte. Parallel zu seiner beruflichen Tätigkeit übte er das Amt des Schatzmeisters an der University of Denver und am Colorado Woman’s College in Denver aus. Auch investierte er in Öl und Minen.

### Politische Karriere
1920 brachte sich Schuyler erstmals für das Amt des US-Senators ins Gespräch, doch wurde er von seiner Partei, den Republikanern, nie offiziell nominiert. Nach dem Tod des US-Senators Charles W. Waterman im August 1932 wurde Schuyler am 7. Dezember 1932 zu dessen Nachfolger gewählt. Er amtierte jedoch nur knapp drei Monate lang bis zum 3. März 1933, als Watermans ursprüngliche Amtsperiode endete. Eine erneute Kandidatur blieb erfolglos.

### Tod
Schuyler kehrte in seine Anwaltskanzlei nach Denver zurück, in der er die letzten drei Monate seines Lebens erneut als Rechtsanwalt tätig war. Dann, am 17. Juli 1933, während eines Aufenthalts in New York, wurde er im Central Park von einem Auto angefahren und dabei schwer verletzt. So zog er sich einen Beckenbruch und innere Verletzungen zu. Zwei Wochen kämpften die Ärzte um sein Leben, doch verlor Schuyler am 31. Juli 1933 diesen Kampf, als er im Alter von 56 Jahren im Lenox Hill Hospital starb.
Über sein Privatleben ist nur bekannt, dass er verheiratet war.